# Ana Marcos (artista)
Ana Marcos Herrero (Palencia 1965) es una artista española multidisciplinar, ingeniera especializada en arte electrónico y digital. En sus obras utiliza tecnologías de última generación como inteligencia artificial o NUI (Interfaz natural de usuario) con el objetivo de que el público pueda protagonizar la experiencia e interactuar con la instalación artística.

## Trayectoria

### Formación
Realizó los estudios de Ingeniería Técnica Industrial por la Universidad Politécnica de Madrid, en el año 1988 estudios que completó en el año 2009 con la carrera superior de Bellas Artes también en la Universidad Complutense de Madrid. Formación continua con múltiples talleres algunas de las principales instituciones, entre otros: Artes plásticas y visuales en el Círculo de Bellas Artes, La Casa Encendida, Instituto Goethe y Matadero de Madrid y Fundación NMAC Cádiz con los siguientes artistas: Ignasi Aballi, Miguel Galanda, Rosell Meseguer, Andrés Duque, Mercedes Álvarez, Mark Dion y Wilfredo Prieto.

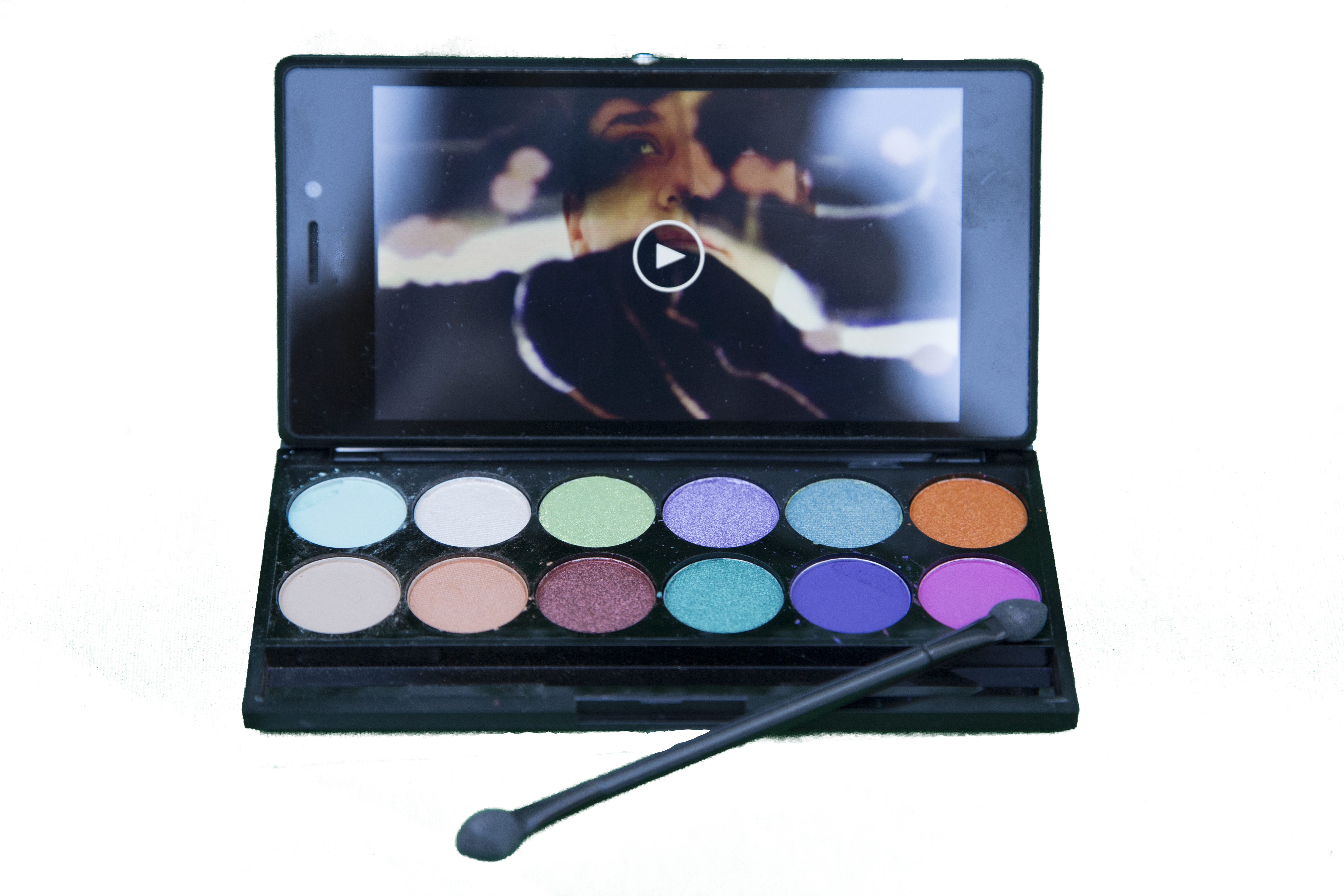
Diario Visual

### Desarrollo profesional
En su primera etapa en los años 80, con técnicas tradicionales como la pintura y la fotografía, desarrollo sus trabajos en paralelo a su actividad como ingeniera en el sector de las Telecomunicaciones durante más de 10 años. Posteriormente se decantó por la vía del arte tecnológico contemporáneo, desarrollando instalaciones interactivas y vídeo instalaciones.
Codirige el colectivo artístico 3dinteractivo.com desde 2010. Este colectivo está codirigido por la artista Ana Marcos y el ingeniero Alfonso Villanueva.
Participan por primera vez con una Instalación Interactiva y un desarrollo de Red neuronal artificial en el Festival Muestra de Arte Digital Audiovisual y Tecnologías Avanzadas contemporáneas, MADATAC, 2013 en varias sedes.
Su trabajo interactivo Realidades observables se presenta en Medialab Prado de Madrid y se expone en el Museo Nacional de BBAA de Taiwán en 2018. Consta de una serie de instalaciones en las que ofrece a los visitantes una experiencia audiovisual diferente, donde sus movimientos corporales y sus emociones modifican y regeneran constantemente la pieza audiovisual proyectada. De esta manera, el espectador se convierte en productor de formas e imágenes a través de un invisible sistema de sensores que mide la respuesta ante el espacio expositivo, mientras que la videoinstalación se transforma en un lienzo sobre el que operar y construir imágenes.

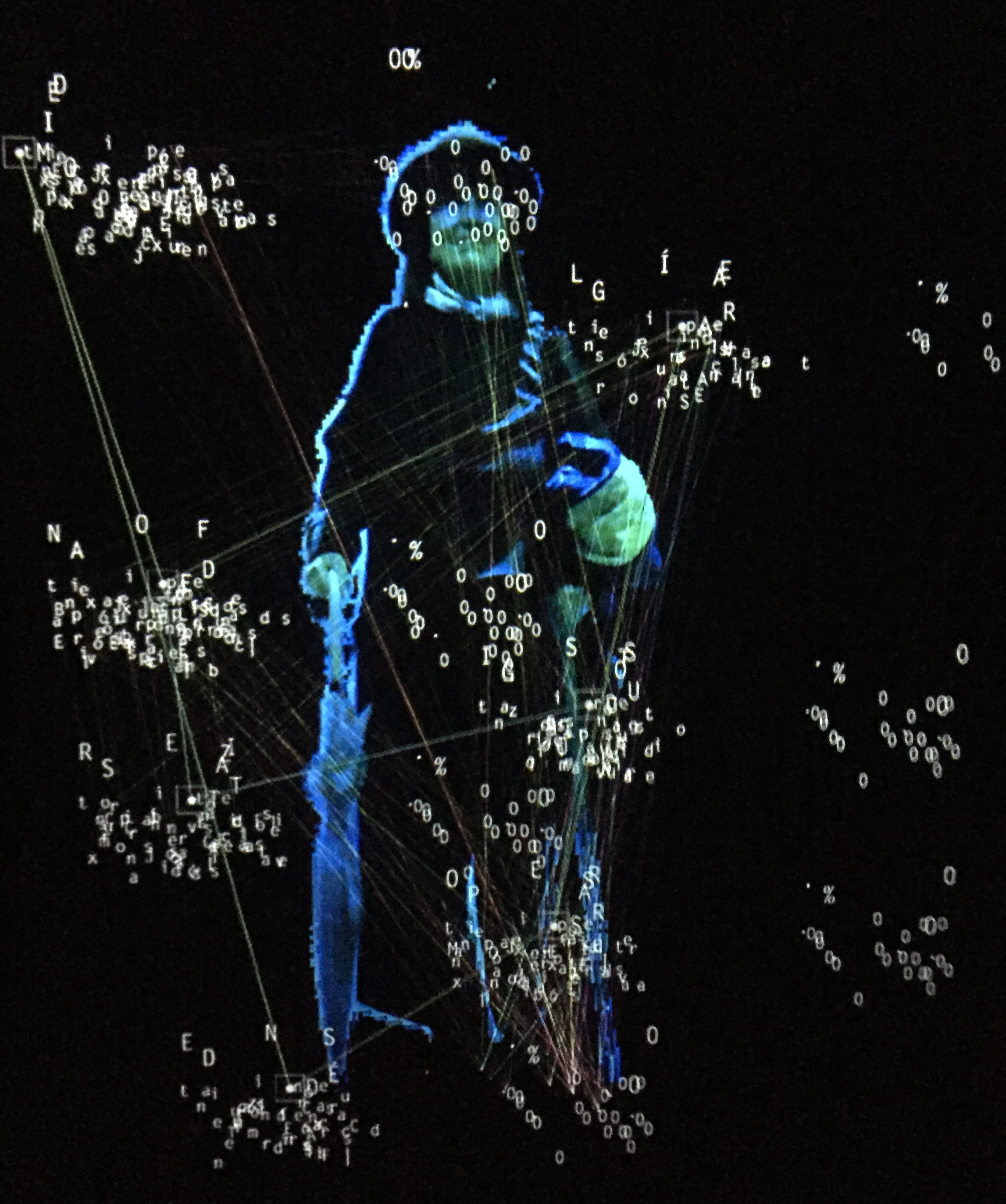
Marisa González en la exposición Data ergo sum en la fundación Telefónica de Madrid.

En 2018 participa en el Espacio Fundación Telefónica de Madrid, en la exposición "Más allá de 2001 Odiseas de la inteligencia" comisariada por la especialista en arte electrónico Claudia Giannetti. Presenta la obra DATA| ergo sum, una instalación a varias pantallas donde el espectador interactúa con el ordenador, según explican los autores:

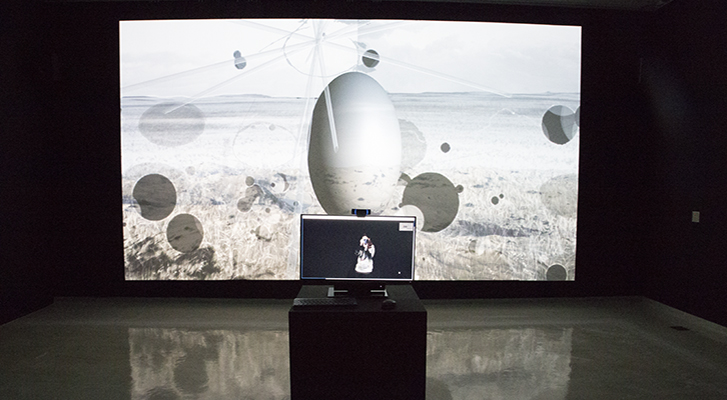
Observables en el Museo Bellas Artes de Taiwán

"Funciona a través de un ojo panóptico. La instalación observa y graba el comportamiento de los espectadores sin que ellos sean conscientes de que están proporcionando una cantidad abrumadora de datos; alrededor de 20.000 en tan solo 20 segundos. Este bigdata personal es tratado por algoritmos de IA que interpretan la información en bruto añadiendo capas de valor." 
El proyecto PAISajes OBserVABLES utiliza la experimentación digital para trabajar sobre el paisaje castellano, como si de un lienzo digital se tratara, realizando un retrato colectivo de los habitantes de la provincia de Palencia, su tierra natal. En este proyecto: la experimentación con la imagen va a permitir al espectador acercarse a un lugar en el que no ha estado y compartir la experiencia de pertenencia a una tierra considerada vacía y despoblada.2 Este proyecto ha sido galardonado con la Beca de la Fundación Villalar de las Cortes de Castilla y León en 2019 y expuesto en Las Cortes de Castilla y León, Valladolid y en el Museo de Palencia. 8

DRON::IA  es una Instalación artística interactiva que se compone a su vez de dos instalaciones conectadas. La primera es una instalación que, por medio de un enjambre de drones de vigilancia y utilizando tecnología de inteligencia artificial (IA), capturará imágenes y datos de los visitantes para que éstos puedan experimentar las capacidades de la IA para observar e interpretar la información. Las imágenes capturadas se mostrarán en una segunda instalación en un mosaico de retratos fragmentados de los participantes. DRON::IA es un proyecto artístico financiado y exhibido en Etopia, Centro de Arte y Tecnología de Zaragoza.
MUSEO_IA es un notable proyecto artístico que aprovecha la Inteligencia Artificial para recrear el patrimonio artístico desaparecido, centrándose específicamente en la desaparecida colección de Bellas Artes del Museo de Palencia. Al combinar la innovación tecnológica con un firme compromiso con la preservación del patrimonio cultural, este proyecto contribuye a revertir la desconexión de la provincia de Palencia con una narrativa de progreso y el desarrollo y reclama la importancia de las pequeñas comunidades en el escenario cultural nacional. La plataforma del Museo Virtual alojado en https://www.aivirtualmuseum.com permitió la votación popular de la colección virtual que forma parte del Museo con un registro de autentificación NFT y permite actualmente explorar e interactuar con la colección recreada, contribuyendo a una reflexión colectiva sobre el patrimonio y los procesos culturales. 
BOSQUE_IA es su último proyecto de investigación que trata de poner en diálogo tres inteligencias: la inteligencia de los bosques, la humana y la inteligencia artificial como mediadora en el proceso de comunicación. Este acercamiento multidisciplinar trata de expandir una amplia perspectiva de relación y diálogo para experimentar, divulgar y acercarse a lo que el imponente corpus de investigación científica disponible atestigua: el hecho de que las plantas, y en especial los bosques, son inteligentes, capaces de captar señales del entorno, procesar la información obtenida, comunicarse y dar soluciones para cada situación.

Otra disciplina que ha desarrollado en la última década ha sido el videoarte poniendo especial atención a los discursos de género en torno a las identidades femeninas.12 A destacar el Premio de Creación Contemporánea MCIP "Versionadas" en 2019 con su videoinstalación "FREgando el olvido". Este trabajo muestra el conflicto entre la lucha contra la violencia de género y el olvido social al que se enfrenta cada caso y cada víctima. Esta obra forma parte de la exposición colectiva "Versionadas: Reinterpretando el cine y la violencia de género a través del arte", organizada por Las que Habitan la Cultura y la 28 Muestra de Cine Internacional de Palencia en colaboración con la Universidad de Valladolid y el Ayuntamiento de Palencia.

## Premios y becas
Desde el año 1998, ha sido seleccionada en numerosos concursos nacionales obteniendo premios como finalista, hasta el año 2014 en el que recibió la:
- Mención Especial del Jurado en el Festival MADATAC 06. CentroCentro. Madrid
- 2014 1er premio en Certamen Asteria de Creación Artística: "Mitos en crisis. La crisis del mito". Fundación Pons. Madrid
- Premio de Creación Contemporánea MCIP "Versionadas" con el proyecto "Fregando el olvido"[7][8]
- Premio Creación Contemporánea en la Muestra de Cine Internacional de Palencia[1]
- Beca 2019 III Beca de Creación Artística Fundación Villalar de las Cortes de Castilla y León[9]
- 2019 I Premio de Creación Contemporánea en Muestra de Cine Internacional de Palencia (MCIP) Palencia
- 2020 Premio ayuda a la producción - Residencias de Autoconfinamiento - Museo La Neomudéjar, Madrid.
- PREMIO EXPONE 2023 al mejor proyecto expositivo nacional, MUSEO_IA  Málaga 2023
- Ayudas para la innovación de las industrias culturales y creativas, Ministerio de Cultura, 2021 y 2022, para el proyecto MUSEO_IA
- Programa de Aceleración para Industrias Culturales de la Comunidad de Madrid 2023, Conserjería de la Comunidad de Madrid. Proyecto BOSQUE_IA_Inteligencias_en_dialogo.

## Exposiciones(selección)
Ha realizado múltiples exposiciones individuales y colectivas en diferentes centros e instituciones, destacando:

2023-2024
EXPERIENCIAS DISRUPTIVAS, Museo LaNeoMudejar, Madrid, España, 2024
MUSEO_IA,  Art Palm Beach, Palm Beach (Florida), Estados Unidos, 2024
MUSEO_IA: El Museo rescatado del olvido, Museo de Palencia, Palencia, España 2023
PAISajes OBserVABLES, Festival LuzMadrid, Matadero Madrid, 2023

2021-2020

- DATA ergo SUM | Reloaded, exposición individual en el Museo de Arte Contemporáneo de Costa Rica (MACD).
- LA Art Show 2021, Los Angeles, USA. Exposición dentro del programa internacional DIVERSEartLA.
- Exposición Narrativas Transitorias de un Futuro Inminente. Exposición organizada por AECID, itinerante por Costa Rica, Colombia, EE. UU. y España.
- INFECTUM, Museo Provincial de Palencia.
- Comisariado y gestión de la sección de videoarte Otras Perspectivas: Desequilibrios del Festival Ecozine. Etopia, Centro de Arte y Tecnología de Zaragoza.
- Proyectos becados en la 3.º edición de las Becas de Creación Artística Fundación Villalar. Hall de las Cortes de Castilla y León, Valladolid.
- DRONIA, exposición individual del colectivo 3dinteractivo. ETOPIA Centro de Arte y Tecnología, Zaragoza.
- Más Allá del cine. AVAM – Academia del cine Español, Madrid.

2016-17
- AIAPI CONTEMPORARY VISIONS, Itinerante en el Instituto Cervantes, Palermo, Italia; SZK Gallery. Chigasaki, Japón; X-Church - Ashcroft Road, Gainsborough - UK;
- AIAPI VIDEOART IN LOOP. DOOR Contemporary Art Organization. Katmandú, Nepal
- AIAPI VIDEOART IN LOOP. Museo Etnoantrologico. Petrosino, Italy
- exposición 10 Aniversario Colección AENA. Aeropuerto Adolfo Suárez Madrid-Barajas, Madrid
- III Jornada Videoarte El Escorial. Escuela de cine y teatro Medinaceli , El Escorial, Madrid
- VídeoSpain-La próxima resistencia, Festival FIVAC Galería Pixel CEDINM, Camagüey, Cuba
- IVAMH 2017 - Selección oficial, Museo La Neomudéjar, Madrid, España
- TECHNARTE International Conference on Art and Technology - Bizkaia Aretoa building , Bilbao.
- FEMINART II- Sala Atín Aya, ICAS Sevilla- Comisaria Margarita Aizpuru.
- 2018
- Más allá de 2001. Odiseas de la Inteligencia. Espacio Fundación Telefónica. Madrid (Oct.2018). Comisaria C. Giannetti, coautora en colectivo 3Dinteractivo.com
- ARS VISIBILIS IV GENIUS – Museo de Almería, Almería
- ARS VISIBILIS IV GENIUS – MECA, Almería
- Cultura 18. Museo Nacional del Prado, oganizado por RTVE.
- Librarte- Feria del Libro de artista de Castilla y León, Monasterio de San Juan, Burgos.
- Festival MADATAC09. MediaLab Prado, Madrid.
- 2019
- PICNIC. Casa de Indias, Puerto de Santa María, Cádiz
- PICNIC. Monzón de Campos, Palencia.
- Librarte 19 Palacio de Castilfalé, Burgos
- Más allá de 2001. Odiseas de la Inteligencia. Museo Evolución Humana-MEH, Burgos
- Post-digital Anthropocene- Museo Nacional de BBAA NTMoFA, Taiwán
- III Beca de Creación Artística Fundación Villalar, Cortes de CyL, Valladolid.
- I Premio de Creación Contemporánea en Muestra de Cine Internacional de Palencia (MCIP) Palencia
- Exposición "Versionadas: Reinterpretando el cine y la violencia de género a través del arte", Casa Junco, Palencia
- Festival MADATAC10. Hotel NH Collection Eurobuilding, Madrid.
- PANORAMA 2023: 45 años reivindicando el Estatuto del Artista, Museo Zapadores Ciudad del Arte, Madrid